# Børge Jessen
Børge Christian Jessen (født 19. juni 1907 i København, død 20. marts 1993) var en fremtrædende dansk matematiker og professor ved Københavns Universitet.

## Uddannelse og Doktorgrad
Børge Jessen blev student fra Skt. Jørgens Gymnasium i 1925, og påbegyndte herefter matematisk-naturvidenskabelige studier ved Københavns Universitet. Han afsluttede sit studium i 1929 med  graderne mag.scient. i matematik og cand.mag.  i  matematik, fysik, astronomi og kemi.  Allerede året efter erhvervede han i 1930 doktorgraden (dr. phil.) med disputatsen Bidrag til Integralteorien for Funktioner af uendelig mange Variable, med Harald Bohr som mentor.

## Karriere
Efter en længere studierejse til Ungarn, Tyskland og Frankrig i årene 1929-30,  blev den unge Børge Jessen straks efter sin hjemkomst i september 1930 udnævnt til docent ved Den Kgl. Veterinær- og Landbohøjskole.  I juni 1935 blev han udnævnt til professor i geometri ved Danmarks Tekniske Højskole, og i september 1942 til professor i matematik ved Københavns Universitet. Her virkede han som en højt respekteret professor frem til sin fratræden i 1977, da han fyldte 70 år. Børge Jessens undervisning var legendarisk og hans kvaliteter som forelæser var højt berømmet, også internationalt.

## Forskning
Børge Jessen var en af sin tids mest respekterede matematikere på verdensplan, og hans bidrag til den matematiske analyse og geometri er af fundamental  betydning. Han var to gange inviteret som foredragsholder ved den prestigefyldte International Congress of Mathematicians, i Zurich (1932) og i Amsterdam (1954).

## Hædersbevisninger
Børge Jessen  blev indvalgt som medlem af Akademiet for de Tekniske Videnskaber i 1937, af Det Kongelige Danske Videnskabernes Selskab i 1939, af "Kungl. Vetenskaps-Societeten"  i Uppsala i 1958, og af "Akademie der Wissenschaften"  i Göttingen i 1967. Han var formand for Dansk Matematisk Forening i perioderne 1930-1935 og 1954-1958. Ved sin 70 års fødselsdag i 1977 blev han udnævnt til æresmedlem af foreningen.